# جامعه‌شناسی معرفت
جامعه‌شناسی معرفت مطالعهٔ رابطه بین اندیشه انسان و زمینه اجتماعی که از آن ناشی می‌شود و همچنین مطالعهٔ آثار ایده‌های غالب بر جوامع است. جامعه‌شناسی معرفت حوزه‌ای تخصصی در جامعه‌شناسی نیست، اما در عوض با سوالاتی اساسی راجع به حد و حدود تأثیرات اجتماعی بر زندگی فردی و اصول فرهنگی-اجتماعی دانش ما دربارهٔ جهان سر و کار دارد.
پیشگامان جامعه‌شناسی معرفت امیل دورکیم، کارل مانهایم و مارسل موس بوده‌اند.